# Charles Gosselin (éditeur)
Pour les articles homonymes, voir Charles Gosselin et Gosselin.
Charles Gosselin, né le 26 avril 1795 à Paris et mort le 31 juillet 1859 à Bagnoles-de-l'Orne, est un éditeur français, notamment de Victor Hugo et d'Honoré de Balzac.

## Biographie
Avec son concurrent Eugène Renduel, Charles Gosselin est le grand éditeur des romantiques français. Il était le neveu d'un éditeur-libraire connu sur la place de Paris, Gabriel-Henri Nicolle (1767-1829), ami de Germaine de Staël, installé 12, rue de Seine. Charles entra comme apprenti chez son oncle à l'âge de douze ans. En 1819, Nicolle confie les clefs de la librairie au jeune homme qui s'empresse de lui racheter l'affaire. En 1822, il obtient un nouveau brevet de librairie, la maison Charles Gosselin, libraire est née. Il s'installa plus tard au 9, rue Saint-Germain-des-Prés, en plein Quartier latin.
Dès 1820, il s'était associé à Pierre-François Ladvocat pour éditer Walter Scott en 65 volumes, puis le réédita avec des vignettes, ce qui fut l'un des gros succès de l'époque. La même année, il publia avec Charles Motte les Méditations poétiques d'Alphonse de Lamartine, et 15 000 exemplaires plus tard, sa fortune était faite.

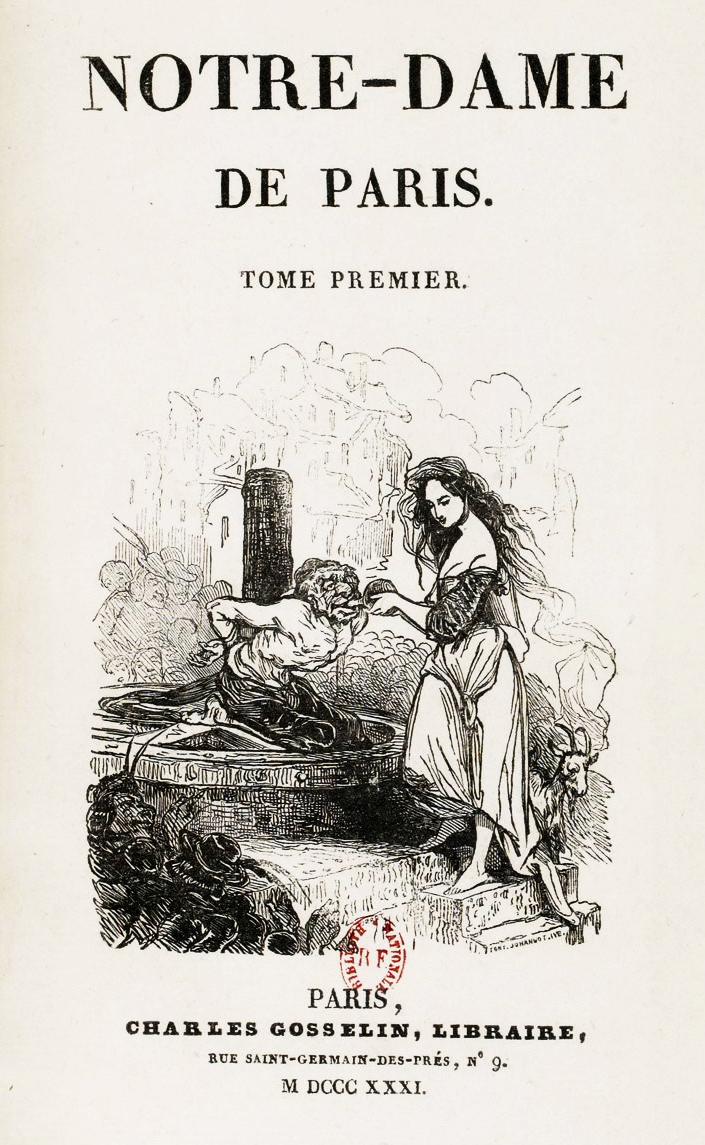
Page de titre de Notre-Dame de Paris avec une vignette de Tony Johannot : il s'agit là de la 1re édition (1831).

En 1825, il publie Fenimore Cooper, puis Victor Hugo : d'abord Les Orientales, ensuite Le Dernier Jour d'un condamné à mort et enfin, en mars 1831, Notre-Dame de Paris. Cependant, Gosselin avait fait supprimer trois chapitres contre l'avis d'Hugo (lequel était toujours en retard pour remettre sa copie) qui, après un procès, partit chez Renduel.
La même année parut enfin La Peau de chagrin de Balzac que Gosselin publia en s'associant à Urbain Canel. Trois ans plus tard, Balzac le quittait pour Edmond Werdet. Parmi les autres auteurs à succès que publia Gosselin, citons George Sand, qui elle aussi le quitta pour la Librairie Buloz.
L'entreprise qui occupa Gosselin fut ensuite le lancement de L'Encyclopédie nouvelle. Il eut l'idée pour cela de fonder sa propre imprimerie, mais y renonça. En 1833, il s'associe à Charles Furne et l'imprimeur Henri Fournier : l'entreprise appelée, parfois Furne & Cie, se lança le 24 octobre dans la publication d'un périodique illustré, Le Magasin universel, inspiré du Magasin pittoresque .
En 1842, il crée le Comptoir de la librairie, l'un des premiers organismes régulateur de distribution-vente de livres, préfiguration du Cercle de la librairie.
Selon Nicole Felkay, la fortune de Gosselin semble avoir été exagérée ; certes dur en affaires et d'un caractère difficile avec les auteurs, il ne lésinait cependant pas sur les gros tirages.
Charles Gosselin fut fait chevalier de l'ordre du Lys (1814) et chevalier de la Légion d'honneur (1835).